# Női 400 méteres gyorsúszás az 1970-es úszó-Európa-bajnokságon
Az  1970-es úszó-Európa-bajnokságon a női  400 méteres gyorsúszás selejtezőit szeptember 7-én, a döntőt szeptember 8-án rendezték. A versenyszámban 17-en indultak. A győztes az NDK-beli Elke Sehmisch lett Európa-csúccsal.

## Rekordok
|              | Név             | Nemzet | Idő    | Helyszín    | Dátum               |
| ------------ | --------------- | ------ | ------ | ----------- | ------------------- |
| Világcsúcs   | Debbie Meyer    | USA    | 4:24,3 | Los Angeles | 1970. augusztus 20. |
| Európa-csúcs | Gabriele Wetzko | NDK    | 4:36,1 | Bécs        | 1969. augusztus 15. |

A versenyen új rekord született:
| Európa-csúcs | döntő | NDK Elke Sehmisch | 4:32,9 | Barcelona, Spanyolország | szeptember 8. |

## Eredmények
A rövidítések jelentése a következő:
| - Q: továbbjutás időeredmény alapján - ECR: Európa-bajnoki rekord | - WR: világ rekord - ER: Európa-rekord | - NR: országos rekord |

### Selejtezők
| Helyezés | Futam | Név                | Nemzet        | Idő    | Megj.  |
| -------- | ----- | ------------------ | ------------- | ------ | ------ |
| 1.       | 1     | Elke Sehmisch      | NDK           | 4:39,3 | Q, ECR |
| 2.       | 2     | Gunilla Jonsson    | Svédország    | 4:39,6 | Q, NR  |
| 3.       | 3     | Linda De Boer      | Hollandia     | 4:41,2 | Q, NR  |
| 4.       | 1     | Anke Rijnders      | Hollandia     | 4:41,4 | Q, NR  |
| 5.       | 2     | Karin Tülling      | NDK           | 4:43,7 | Q      |
| 6.       | 3     | Novella Calligaris | Olaszország   | 4:45,9 | Q      |
| 7.       | 1     | Ursula Römer       | NSZK          | 4:47,1 | Q, NR  |
| 8.       | 3     | Olga Kudasova      | Szovjetunió   | 4:47,2 | Q, NR  |
| 9.       | 3     | Vera Kock          | Svédország    | 4:48,0 |        |
| 10.      | 1     | Maria Bradikova    | Csehszlovákia | 4:48,3 |        |
| 11.      | 2     | Maria Anewy        | Franciaország | 4:48,9 |        |
| 12.      | 3     | Marjatta Hara      | Finnország    | 4:50,4 |        |
| 13.      | 3     | Hriszka Pejcseva   | Bulgária      | 4:59,6 |        |
| 14.      | 2     | Christiane Flamand | Svájc         | 5:05,1 |        |
| 15.      | 1     | Szevda Nejkova     | Bulgária      | 5:08,5 |        |
| 16.      | 1     | Martha Beri        | Görögország   | 5:14,4 |        |
| 17.      | 3     | Emily Bowles       | Írország      | 5:16,7 |        |

### Döntő
| Helyezés | Pálya | Név                | Nemzet      | Idő    | Megj. |
| -------- | ----- | ------------------ | ----------- | ------ | ----- |
|          | 4     | Elke Sehmisch      | NDK         | 4:32,9 | ER    |
|          | 5     | Gunilla Jonsson    | Svédország  | 4:36,8 | NR    |
|          | 2     | Karin Tülling      | NDK         | 4:38,0 |       |
| 4.       | 3     | Linda De Boer      | Hollandia   | 4:38,4 | NR    |
| 5.       | 7     | Novella Calligaris | Olaszország | 4:39,7 |       |
| 6.       | 6     | Anke Rijnders      | Hollandia   | 4:41,2 |       |
| 7.       | 1     | Ursula Römer       | NSZK        | 4:44,0 | NR    |
| 8.       | 8     | Olga Kudasova      | Szovjetunió | 4:46,6 | NR    |